# Burhunka, Berîslav
Burhunka (în ucraineană Бургунка) este o comună în raionul Berîslav, regiunea Herson, Ucraina, formată numai din satul de reședință.

## Demografie
Componența lingvistică a comunei Burhunka
     Ucraineană (91,29%)
     Rusă (7,59%)
     Alte limbi (0,95%)
Conform recensământului din 2001, majoritatea populației comunei Burhunka era vorbitoare de ucraineană (91,29%), existând în minoritate și vorbitori de rusă (7,59%).